# مجموعة العمل الخاصة بالإصلاح البرلماني
مجموعة العمل الخاصة بالإصلاح البرلماني هي مجموعة برلمانية أسسها هانز جيرت بوترينج في العام 2007 عندما كان رئيساً للبرلمان الأوروبي، وذلك بهدف تحسين كفاءة وصورة البرلمان الأوروبي. تضمنت مجموعة العمل بعض الأفكار لتنشيط الجلسات العامة ومناقشة حالة الاتحاد. وكان من المقرر أن يصدر التقرير النهائي في يوليو / تموز 2008 وأن توضع توصياتها موضع التنفيذ بحلول انتخابات عام 2009.

## المقترحات الأولى
تم رفض إحدى أفكار الإصلاح الرئيسية للمجموعة، وهي مناقشات إضافية حول قضايا الساعة، من قبل أعضاء البرلمان الأوروبي (بشكل رئيسي من يمين الوسط) في يوليو 2007 بسبب مخاوف من أنها ستؤدي إلى تعطيل عمل اللجنة مع جذب عدد قليل جدًا من الحضور.
لكن أعضاء البرلمان الأوروبي دعموا اقتراحًا باستخدام الرموز الأوروبية ‏ في كثير من الأحيان في البرلمان. يأتي ذلك بعد أن ألغت موافقة المجلس الأوروبي على معاهدة لشبونة أحكام الدستور التي كان من المفترض أن تعطي الرموز الصفة الرسمية. اقترح جو لينين (العضو في البرلمان الأوروبي) أن يتخذ البرلمان المبادرة في استخدام العلم والنشيد الوطني، ونادرًا ما يتم استخدام النشيط الوطني في البرلمان. اعتمد البرلمان في العام 1983 العلم الأوروبي لأول مرة وذلك قبل ثلاث سنوات من اعتماده رسميًا من قبل المجتمعات ككل.

## التقرير المؤقت
تم تقديم تقرير مؤقت لمجموعة الإصلاح في سبتمبر 2007. اقترحت المجموعة عددًا من التغييرات على البرلمان، بما في ذلك: تقليص وقت المناقشة للنصوص التي ليس لها تأثير تشريعي. في عام 2006، تم مناقشة 92 تقريرًا عن "مبادرة خاصة" (للتعليق بدلاً من التشريع) كانت عبارة عن جداول، وتم قضاء 22٪ من وقت المناقشة في مناقشة مثل هذه التقارير، بينما تم إنفاق 18٪ فقط على مشاريع القوانين التشريعية؛ كما اقترحت أن تكون أكثر انتقائية في دعوة المتحدثين الضيوف، وذكرت المجموعة أن الممارسة الجديدة المتمثلة في دعوة العديد من رؤساء الدول للتحدث في البرلمان أوقفت العمل التشريعي العادي للمجلس؛ كما تم التصويت على فكرة أخرى للحد من عدد التعديلات على الوثائق.
من المأمول أن تجعل التغييرات البرلمان أكثر سياسية، لكن جراهام واتسون، الذي ترك المجموعة في وقت سابق، ذكر أنه يشك في أن التحالف الكبير بين الاشتراكيين وكتلة حزب الشعب يمكن أن يحصل على الموافقة على التغييرات بسبب معارضة الأعضاء المحافظين الذين صوتوا ضدها في وقت سابق. اقتراحات. أعضاء آخرون مثل ينس-بيتر بوند أرادوا مقترحات أكثر جذرية إلا أن بوند صوت لصالح التقرير الذي ينص على أنه "من المهم نفسيًا أن نظهر أننا نريد أن نصبح برلمان سياسي أكثر".

## التقرير النهائي
التقرير النهائي تم تقديمه من قبل ريتشارد كوربيت وهدف إلى توجيه عمل البرلمان نحو المجالات التي يتمتع فيها بالفعل بسلطات تشريعية. كما هو موضح أعلاه، سيتم زيادة الوقت على مشاريع القوانين التشريعية على حساب تقارير المبادرة الخاصة. سيتم تعديل هذه التقارير والتصويت عليها في اللجان مع إجراء الجلسة العامة بتصويت واحد على الوثيقة (بالإضافة إلى تصويت واحد لأي بديل تقدمه إحدى المجموعات، ولكن لن يتم التصويت على كل تعديل).
في محاولة لإضفاء الحيوية على المناقشات وجعل العمل أكثر وضوحًا، يقوم المقرر المعني بالتقرير التشريعي بتقديم المناقشة والرد عليها وتلخيصها. ستكون هناك أيضًا قيود جديدة على الأسئلة المكتوبة؛ في الوقت الحالي، على عكس البرلمانات الأخرى، لا توجد حدود للأسئلة التي يمكن أن يطرحها أعضاء البرلمان الأوروبي على اللجنة خلال وقت الأسئلة. أمام اللجنة ثلاثة أسابيع للرد على الأسئلة العاجلة وستة أسابيع للأسئلة غير العاجلة، لكن يتعين عليها في كثير من الأحيان التعامل مع عدد كبير من الأسئلة التي تتعامل مع قضايا خارج نطاق ولايتها وذلك في بعض الأحيان بهدف تعطيل عمل اللجنة. ستجعل القواعد الجديدة السؤال غير مقبول إذا كان: خارج اختصاص الاتحاد الأوروبي، أو احتوى على لغة مسيئة أو يتعلق بمسائل شخصية. إذا تم طرح سؤال بالفعل، فسيتم إبلاغ الكاتب ولكن لا يزال بإمكانهم الاحتفاظ بسؤالهم. وعلى الرغم من مواجهة هذا الاقتراح معارضة من بعض أعضاء البرلمان الأوروبي الذين يرون أنه ينتهك حقوقهم. إلا أنه تمت الموافقة على القواعد الجديدة بشأن الأسئلة في يوليو 2008.